# مقبرة غريسلاند

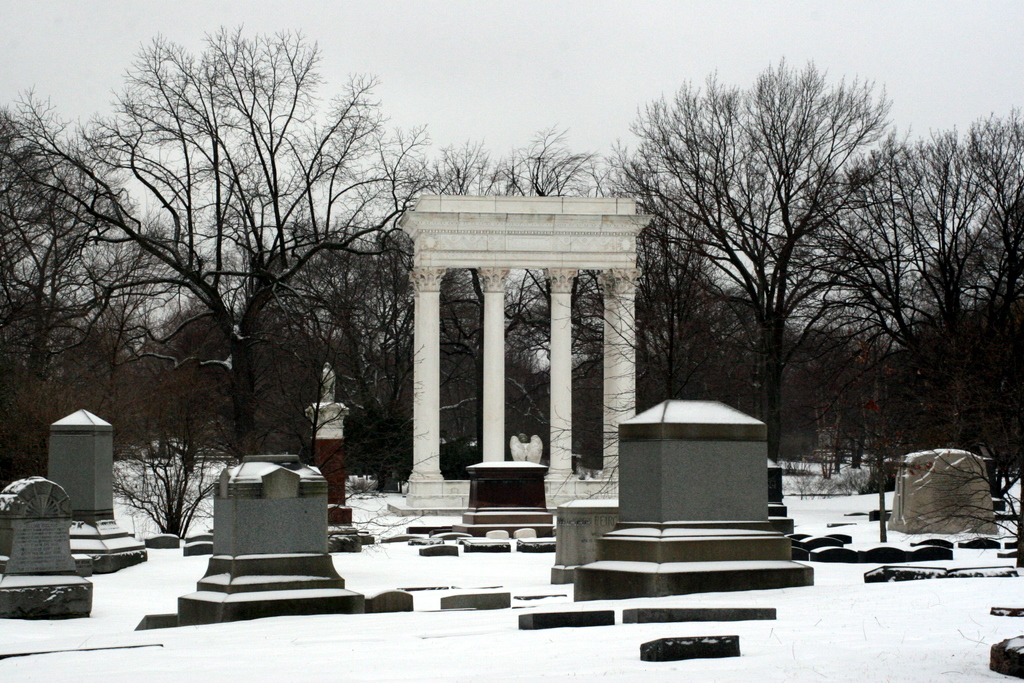
مقبرة غريسلاند

مقبرة غريسلاند (بالإنجليزية: Graceland Cemetery)‏ هي مقبرة كبيرة من العصر الفكتوري تقع في منطقة أبتاون بمدينة شيكاغو في ولاية إلينوي الأمريكية. أسسها توماس بريان سنة 1860، ويقع مدخلها الرئيسي عند تقاطع شارع كلارك مع طريق إيرفنغ بارك.
يتميز العديد من قبور مقبرة غريسلاند بالتميز الفني والمعماري، وهي مدرجة ضمن السجل الوطني للأماكن التاريخية في الولايات المتحدة الأمريكية.
من الوقائع اللافتة للأنظار في تاريخ المقبرة واقعة دفن رجل الصناعة جورج بولمان فيها ليلًا في تابوت مبطن بالرصاص داخل مدفن محصن بالفولاذ والخرسانة، لحماية جثته من النبش والتدنيس على يد الناشطين العماليين.

## مشاهير دُفنوا في المقبرة
- ألان بينكرتون: محقق.

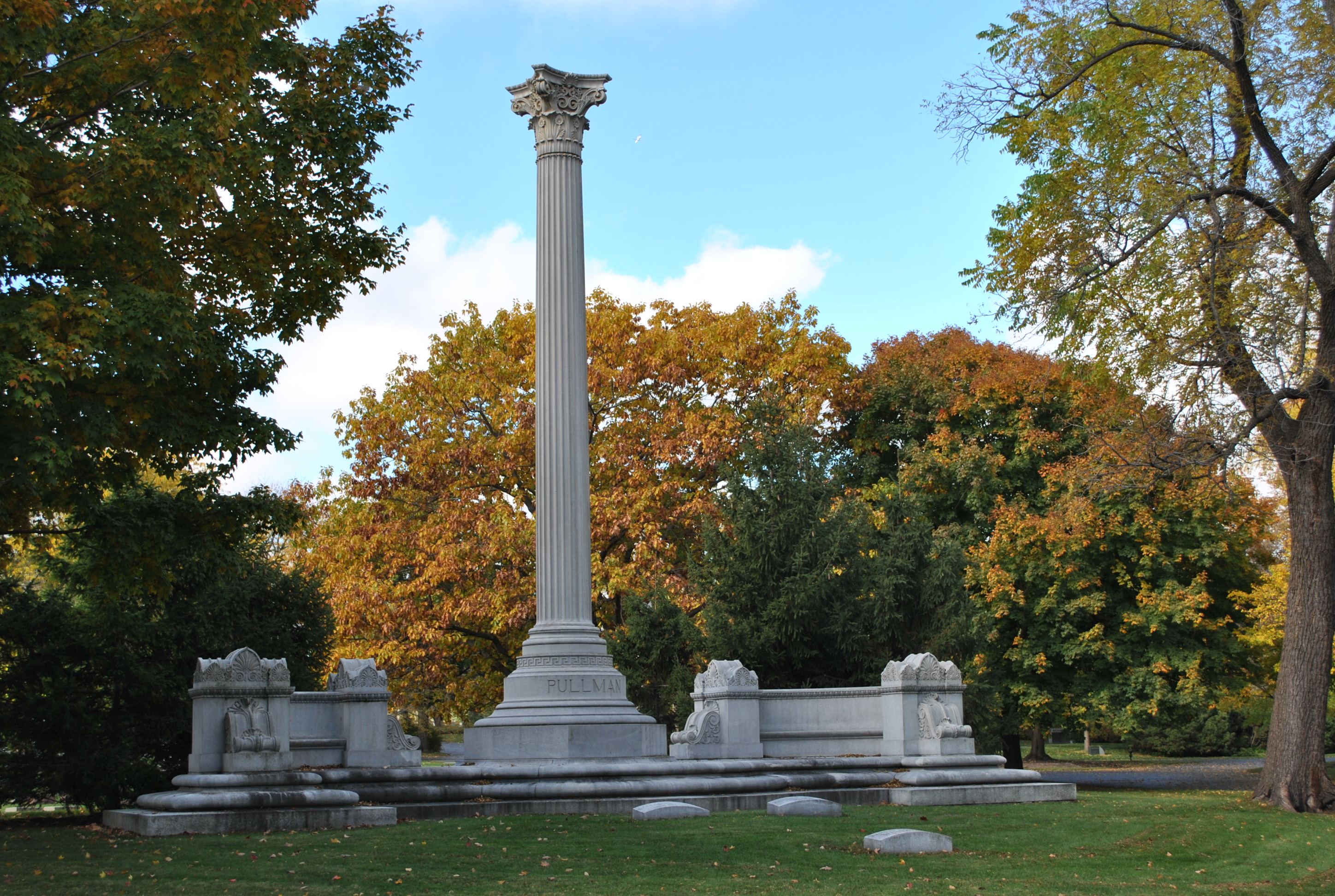
قبر جورج بولمان في مقبرة غريسلاند

- جاك جونسون: أول بطل أفريقي أمريكي لمنافسات الوزن الثقيل في الملاكمة.
- جورج بولمان: مبتكر ورجل أعمال عمل في مجال السكك الحديدية.
- روجر إيبرت: ناقد سينمائي.
- سارة إليزابيث غود: أول امرأة أفريقية أمريكية تحصل على براءة اختراع.
- سايروس هول ماكورميك: مبتكر ورجل أعمال.
- كارتر هاريسون الأكبر: عمدة شيكاغو.
- كارتر هاريسون الأصغر: عمدة شيكاغو.
- لودفيغ ميس فان دير روه: معماري.
- لويس سوليفان: معماري.
- ميلفيل فولر: ثامن رئيس للمحكمة العليا في الولايات المتحدة.
- ويليام لي بارون جيني: معماري، يعد أبًا لناطحات السحاب في الولايات المتحدة.

## وصلات خارجية
- الموقع الرسمي